# 1999 في الأوروغواي
فيما يلي قوائم الأحداث التي وقعت خلال عام 1999 في الأوروغواي.

## سياسة

### انتهاء فترة المنصب
- 15 فبراير – خورخي باتل عضو مجلس شيوخ الأوروغواي ‏.

## مواليد

### مارس
- 7 مارس – رونالد أرواخو لاعب كرة قدم أوروغواياني.

### مايو
- 22 مايو – فاكيندو فيغو غونزاليز لاعب كرة قدم أوروغواياني.

### سبتمبر
- 10 سبتمبر – برونو منديز

### نوفمبر
- 9 نوفمبر – خوان مانويل بوسيللي لاعب كرة قدم إيطالي.

## وفيات

### يوليو
- 28 يوليو – كارلوس روميرو (مواليد 1927) لاعب كرة قدم أوروغواياني.